# Узбек Віктор Спиридонович
Узбек Віктор Спиридонович (26 листопада, 1939, Маріуполь, Донецька область — 6 грудня 2020, Маріуполь) — український художник-гравер, скульптор-медальєр. Член Національної спілки художників України. Заслужений художник України (2017).

## Життєпис
Народився 26 листопада 1939 року в місті Маріуполь. Його батько Спиридон Савич (1906—1996), грек за походженням, працював на комбінаті «Азовсталь», мати — Олена Филимонівна (1910—1988), українка.
Закінчив 1957 року середню школу № 51. У 1957—1961 роках працювавна заводі «Азовсталь» та на фабриці художніх виробів.
У 1961—1973 роках жив, навчався і працював у місті Новосибірськ. У 1962 році поступив на архітектурний факультет Новосибірського інженерно-будівельного інституту, але після чотирьох років навчання вирішив освоїти роботу гравера, почав працювати у майстерні  «Сибірський сувенір».
Виставкову діяльність розпочав 1970 року. Того ж року став переможцем конкурсу на розробку герба міста Новосибірськ.
1973 року Віктор Спиридонович повернувся до Маріуполя, працював у художньо-виробничому комбінаті Донецького обласного відділення Спілки художників СРСР.
Співпрацівав з уславленим маріупольським скульптором і медальєром Юхимом Харабетом (1929—2004).
Захоплювався колекціонуванням медалей.
Помер Віктор Спиридонович Узбек 6 грудня 2020 року.

## Творчість
Художник розробив і ввиконав понад 700 робіт, створених в різноманітних матеріалах і техніках. Серед творів митця — медалі, плакети, значки, моделі орденів для нагород, скульптура малих форм. Тематика робіт також різноманітна: історичні події, культура, спорт, історія підприємств.
Особливе місце в творчості художника посідали портретні медалі, ордени, значки та інші відзнаки, присячені видатним історичним та культурним діячам: Володимиру Великому, Тарасу Шевченку, Миколі Гоголю, Архипу Куїнджі та іншим.
Віктор Узбек автор  медалі лауреата Народної премії України імені Тараса Шевченка, а також мистецьких відзнак, лауреатських нагрудних знаків Всеукраїнської премії імені Данила Щербаківського і Всеукраїнської молодіжної премії імені Костя Широцького, мистецького знаку «Майстер року», почесної медалі «Меценат України» тощо.
Створював медалі і значки, присвячені рідному місту: «Почесний громадянин міста Маріуполя», «Почесна громадянка міста Маріуполя», «50 років заводу Азовсталь» тощо. Автор  пам'ятних медалей до міжнародних мистецьких фестивалей «Меморіал А. І. Куїнджі» 2007, 2012, 2016 років.
Учасник понад 50 обласних, республіканських, міжнародних художніх виставок. Остання персональна виставка відбулася до 80-річчя від дня народження митця в Художньому музеї імені Куїнджі (Маріуполь, 2019).
Не забував художник і своє грецьке коріння. Він автор почесної награди «Знак ФГТУ», знака, присвяченого міжнародному фестивалю грецької культури «Мега Йорти», ордена Святого Митрополита Ігнатія,
Твори медальєра зберігаються в музеях України, в приватних колекціях Канади, США, Греції, Польщі, Німеччини, Бельгії, Швеції та інших країн.

## Відзнаки
- Почесний громадянин міста Новосибірськ
- Лауреат Всеукраїнської премії імені Тетяни Яблонської (2014)
- Лауреат премії імені Миколи Ярошенка (Полтава, 2015)[10]
- Лауреат премії Георгія Чернявського (2016)
- Дауреат Всеукраїнської премії імені Данила Щербаківського (2016)
- Заслужений художник України (2017).